# Новые Мстители (мультфильм)
«Новые Мстители» (англ. Ultimate Avengers) — американский анимационный научно-фантастический мультфильм 2006 года, созданный Marvel Studios по комиксу Абсолютные, об альтернативной версии суперкоманды Мстители Marvel. Фильм вышел сразу на DVD 21 февраля 2006 года в США, и 2 октября 2006 года в Европе.

## Сюжет
Чтобы поскорее окончить Вторую мировую войну практически все учёные США бьются над созданием формулы совершенного солдата. В конечном итоге им это удаётся и первым подопытным эксперимента становится молодой парень из Бруклина и военный по имени Стив Роджерс. В результате он стал супер-человеком с невероятной силой и ловкостью. Его вместе с большим десантным отрядом отправляют на военную секретную базу нацистов, где они готовят ядерную ракету на Нью-Йорк. Команда десантников должна их остановить. В результате атаки Стив узнаёт, что нацистам помогают инопланетяне, а главный у них некий генерал Кляйзер. Роджерсу удаётся обезвредить Кляйзера и ракету, но сам он исчезает, и его считают погибшим.
Спустя 60 лет научная экспедиция обнаруживает его замороженным во льдах. Тело передают в отдел Пентагона, которым руководит Ник Фьюри. Вместе с Чёрной вдовой он собирает отряд для борьбы с инопланетянами, которые держат Землю под контролем и уничтожат важные спутники. Они приглашают в команду Человека-муравья, Осу, Тора и Железного человека. Также к ним присоединяется Брюс Бэннер, который с помощью формулы суперсолдата хочет контролировать Халка в себе.
В начале никто не соглашается вступить в команду «Мстители», а когда всё же согласились, то не слушались Капитана Америку, которого назначали лидером команды. Из-за этого сначала герои терпят поражение и ссорятся друг с другом. Позже инопланетяне решаются на решающую атаку и им вновь приходится объединиться и принять командование Капитаном Америкой.
Они одерживают победу над читаури, но появляется новая проблема — разбушевавшийся во время сражения Халк. И вновь им приходится объединиться, но уже против члена своей команды.

## Основные персонажи
Капитан Америка / Стив Роджерс (озвучил Джастин Гросс)
Лидер команды и самый старший по возрасту. Является частью эксперимента «Формула суперсолдата», данные по которому полностью уничтожены. Оружие: щит из вибраниумо-стального сплава
Ник Фьюри (озвучил Андре Уэр)
Начальник секретной службы США «Щ.И.Т.», но не отсиживается в кабинете. Владеет всеми видами оружия и боевых искусств. Носит на лице повязку, так как потерял глаз на войне. По необходимости использует костюм-невидимку.
Чёрная вдова / Наташа Романова (озвучила Оливия Д’Або)
Профессиональная наёмница, владеет всеми видами оружия. Предпочитает стрелять с двух рук. В фильме испытывает некоторую симпатию к Стиву Роджерсу.
Железный человек / Тони Старк (озвучил Марк Уорден)
Учёный и владелец собственной компании по производству оружия. Ведёт разгульный образ жизни. Придумал себе доспехи из специального сплава, в которых совершает подвиги.
Халк / Брюс Бэннер (озвучил Майкл Масси — Бэннер, Фред Таташор — Халк)
Учёный работающий на правительство. В приступе ярости превращается в зелёное чудовище невероятной силы. С помощью «Формула суперсолдата» хочет научиться контролировать свои силы. В конце фильма монстр совсем разбушевался и героям приходится выступить против своего товарища по команде.
Тор (озвучил Дэвид Бот)
Норвежский моряк, но на самом деле Тор является сыном Одина. Может повелевать погодой и метать молнии. Тор сражается секирой (штормбрэйкер), которой может пользоваться только Тор так как его сила прикреплена к этому оружию.
Великан / Хэнк Пим (озвучил Дэвид Бот)
Учёный, который ранее работал на правительство, но позже решил работать самостоятельно. Может мысленно контролировать муравьёв, а также увеличиваться до очень больших размеров.
Оса / Джанет Пим (озвучила Грэй ДеЛисл)
Жена и помощница Хэнка. Может уменьшаться до маленьких размеров. Также может стрелять термической смесью, способном прожигать даже металл.
Бетти Росс (озвучила Нэн МакНамара)
Женщина-учёный, работает на правительство вместе с Брюсом Бэннером. Была его возлюбленной, но из-за того, что он не может контролировать Халка, они расстались.

## Награды и номинации
| Год  | Премия            | Категория                            | Номинант                       | Результат |
| ---- | ----------------- | ------------------------------------ | ------------------------------ | --------- |
| 2007 | C.A.S. Award      | Лучшие звуковое сопровождение на DVD | Майк Драги                     | Победа    |
| 2007 | Golden Reel Award | Лучший звуковой монтаж фильма на DVD | команда звукооператоров фильма | Номинация |